# Horváth Ákos (színművész)
Horváth Ákos (Budapest, 1968. szeptember 27. –) magyar színész. A szombathelyi Weöres Sándor Színház alapító tagja.

## Életpályája
Pápán, a Türr István Gimnáziumban érettségizett. 1988-tól a Nemzeti Színház stúdiójában kezdett színészettel foglalkozni. 1991-től a Merlin Színház Színészképző Műhelyének növendéke volt, ahol Lázár Kati és Jordán Tamás voltak a mesterei. 1994-től a Merlin Színház társulatában szerepelt. 1998-tól egyik alapítója volt a Junion Csoportnak. 2003-tól a Nemzeti Színház tagja volt. Vendégként játszott a Katona József Színházban és szerepelt a TÁP Színház produkcióiban is. 2008-tól a szombathelyi Weöres Sándor Színház művésze.

## Fontosabb színpadi szerepei
- Platón: Szókratész védőbeszéde... Melitosz
- William Shakespeare: A két veronai nemes... Eglamour lovag; Antonio, Proteus nagybátyja
- William Shakespeare: Romeo és Júlia... Capulet
- William Shakespeare: III. Richárd... Sir James Tyrrel
- William Shakespeare: Sok hűhó semmiért... Boracchio (Kőszegi Várszínház)
- William Shakespeare: Szentivánéji álom... Demetrius, szerelmes Hermiába; Tündér Oberon kíséretében
- William Shakespeare: Ahogy tetszik... Charles; Corin
- William Shakespeare: Vízkereszt vagy bánom is én... Kapitány, Viola megmentője; Pap; Rendőr; Antonio tengerésztiszt, Sebastian oltalmazója
- William Shakespeare: Titus Andronicus... Bassianus, Saturninus öccse
- William Shakespeare: Hamlet hazatér... szereplő
- Molière: Gömböc úr... Éraste; Első svájci
- Molière: Dandin György... Lukeházy gróf
- Anton Pavlovics Csehov: Cseresznyéskert... Vándor
- Anton Pavlovics Csehov: Három lány... Szoljónij
- Anton Pavlovics Csehov: Sirály... Dorn, orvos
- Fjodor Mihajlovics Dosztojevszkij: Ördögök... szereplő
- Fjodor Mihajlovics Dosztojevszkij: A félkegyelmű... Rogozsin
- Nyikolaj Vasziljevics Gogol: Pétervár meséi... Zsevakin
- Modeszt Petrovics Muszorgszkij - Maurice Ravel: Egy kiállítás képei... szereplő
- Mihail Afanaszjevics Bulgakov: A Mester és Margarita... Patkányölő
- Miguel de Cervantes - Mihail Afanaszjevics Bulgakov: Don Quijote... Öszvérhajcsár
- Bertolt Brecht: Kurázsi mama és gyermekei... szereplő
- Henrik Ibsen: Peer Gynt... Aslak, Von Eberkopf
- George Bernard Shaw: Pygmalion... Járókelő; Nepommuck
- Eduardo De Filippo: A cilinder... Roberto
- Eduardo De Filippo: Nem fizetek!... Vittorio Frungillo
- Ion Luca Caragiale: Café Junion... Vezér
- George Orwell: Állatfarm... Ember (Katona József Színház)
- George Orwell: Farm Bt. ... Tónika
- Arisztophanész: Lüzisztraté... Pürilampész, hadvezér; Szórakaténosz, vén
- Jean Racine: Andromaché... Pylades (Oresztész barátja)
- Csokonai Vitéz Mihály: A méla Tempefői, azaz: Az is bolond, aki poétává lesz Magyarországban... Báró Koppóházy (Kőszegi Várszínház)
- Vörösmarty Mihály: Czillei és a Hunyadiak... Madarász
- Madách Imre: Az ember tragédiája... Rabszolga; Catullus (Merlin Színház)- Második demagóg; Harmadik udvaronc; A korcsmáros; (Weöres Sándor Színház)
- Gaal József: A peleskei nótárius... Első bojtár, Laczi haramiavezér, banya, Krockbrock, Savi, néző, ló
- Tóth Ede: A falu rossza... Csendbiztos
- Balázs Béla: A kékszakállú herceg vára... A Kékszakállú (Zsámbéki Nyári Színház)
- Szomory Dezső: Hermelin... Sofőr
- Heltai Jenő: Naftalin... Olcsay Félix
- Móricz Zsigmond: Úri muri... Lekenczey gróf
- Móricz Zsigmond: Rokonok... Főmérnök
- Mikszáth Kálmán - Makk Károly: Királyi kaland... Guthy Pál
- Szép Ernő: Május... A rendőr
- Szép Ernő: Vőlegény... Édes Baba, néma szereplő
- Molnár Ferenc: Liliom... Első rendőr; Első detektív
- Molnár Ferenc: Az üvegcipő... Őrmester
- Karinthy Frigyes: Holnap reggel... Zajcsek kapitány
- Bíró Lajos: Sárga liliom... Dr. Gergely
- Parti Nagy Lajos: Sárbogárdi Jolán: A test angyala... Balajthy Dénes
- Halász Péter: Sanyi pilóta... szereplő
- Weöres Sándor: Holdbeli csónakos... Huang Ti
- Weöres Sándor: Szent György és a sárkány... Bruto, silenei katona; Redvulfus római katona
- Hamvas Béla – Spiró György: Szilveszter... Cippordan
- Hamvas Béla – Sultz Sándor: Pótkolbász, avagy szurrogátum delikátesz... Kapitány
- Göncz Árpád: Pesszimista komédia... szereplő
- Szombath András: Szivárvány havasán - Köpönyeg és palást... Delphinus, Burdigala püspöke
- Jordán Tamás: Megadom, és... ... Ákos
- Jordán Tamás - Selmeczi György: Szeretni kell... Perhál
- Jordán Tamás: Mélyen tisztelt szekrény!... szereplő
- Jordán Tamás - Barták Balázs: A szentgotthárdi csata... Francois, francia zászlóvivő
- Koleszár Bazil Péter - Sultz Sándor: A jó pálinka itassa magát... Atis
- Zalán Tibor: Hetvenhét... Boldizsár királyfi
- Háy János: A Herner Ferike faterja... Ifj. és id. Krekács Béla
- Egressy Zoltán - Dömötör Tamás: 9700... szereplő
- Egressy Zoltán: Portugál... Sátán
- Dömötör Tamás - Barták Balázs: Szerelmes Balázs... Porszívószerelő
- Czukor Balázs: Cudar világ(Mágnás Miska-parafrázis)... Arctalan
- Czukor Balázs: Home Bank... szereplő
- Székely Csaba: Vitéz Mihály... Makó György, székely főkapitány; Novák, zsoldoskapitány; Basta, császári generális
- Hamvai Kornél: Szigliget... Furák Tamás, kritikus
- Bohumil Hrabal - Ivo Krobot: Szigorúan ellenőrzött vonatok... Zdeníček, vasúti tanácsos
- Wándza Mihály: Zöld Martzi... Földesúr
- Presser Gábor - Horváth Péter - Sztevanovity Dusán: A padlás... Meglökő, óriás szellem, siketnéma, közel 600 éves
- Ödön von Horváth: Mesél a bécsi erdő... Havlicsek
- Szirmai Albert - Bakonyi Károly - Geszti Péter - Mohácsi testvérek - Kovács Márton: Mágnás Miska... Építésvezető; vitéz Csuvik Oszkár báró
- Victor Hugo: A király mulat... Saltabadil, bérgyilkos
- Maurice Desvallières - Georges Feydeau: A tartalék tartalékos... Kappanos tizedes, rajparancsnok
- Eugène Labiche: Olasz szalmakalap... Émile
- Georges Feydeau: Zsákbamacska... Lanoix
- Georges Feydeau: A balek... Pinchard, ezredorvos
- Georges Feydeau: Kézről kézre... Coustouillu, politikus
- Georges Feydeau: A hülyéje... Soldignac
- Georges Feydeau: Kis hölgy a Maximból... Plébános
- Agatha Christie: Gyöngyöző cián... Stephen Farraday
- Michael Frayn: Függöny fel!... Roger Lillicap (Gerry)
- Reginald Rose: Tizenkét dühös ember... Törvényszolga; 5. esküdt
- Urs Widmer: Top Dogs... Felix Tschudi
- Neil Simon - Cy Coleman - Dorothy Fields: Sweet Charity... Hermann (a Kánaán lokál tulajdonosa)
- Moritz Rinke: Vineta Köztársaság... Lutz Born
- Martin McDonagh: A kripli... Orvos
- Petr Zelenka: Hétköznapi őrületek... Főnök
- Bruno Schulz: A nyugdíjas... Iskolaigazgató
- Nyikolaj Robertovics Erdman: Az öngyilkos... Lerobbant egzisztencia
- Frances Hodgson Burnett... A kis lord... Tiszt
- Coline Serreau: Nézd meg, ki az!... Misu
- Bona... szereplő (TÁP Színház)
- Clübb bizárr örfeüm... szereplő (TÁP Színház)
- TÁP Varieté... szereplő (TÁP Színház)
- Molnár Péter: Keresők... Halász Péter (TÁP Színház)
- Keresők Sound System Talking Heads... szereplő (TÁP Színház)
- Rossz-lesz varieté... szereplő (TÁP Színház)
- A jó öreg virtuális valóság... Utaskísérő (TÁP Színház)
- Sírás lesz a vége... szereplő (TÁP Színház)
- Káosz 2... szereplő (TÁP Színház)
- Odüsszeusz... Kórus (TÁP Színház)
- Romeó és Júlia... Mercurtio (TÁP Színház)
- TÁP TRAVI VARI... szereplő (TÁP Színház)
- James Saunders: Bocs, nem figyeltem... Fiú
- Lars Norén: Az éjszaka a nappal anyja... Georg
- Danny Boyle: Sekély sírhant... Brian
- Terry Johnson: Diploma előtt... Mr. Robinson
- Oleg és Vlagyimir Presznyakov: Terrorizmus... 3. Férfi
- Hamvai Kornél: Márton partjelző fázik... Apa, Doktor, Pap, Pincér, Rendőr
- Anders Thomas Jensen: Ádám almái... Adam
- Bertolt Brecht - Kurt Weill: Koldusopera... Máriásmátyás

## Filmek, tv
- Családi kör (sorozat) Törések című rész (1989)
- Megint tanú (1995)
- Witman fiúk (1997)
- uristen@menny.hu (2000)
- I Love Budapest (2001)
- Egy nap története (2001)
- Családi album (sorozat) Két szék között című rész (2001)
- Szeret, nem szeret (sorozat)... Dani (2002)
- Lopakodók 2 (2002)
- Keresők (színházi előadás tv-felvétele)
- Barátok közt (2003–2004)
- Oroszlánbarlang (2003)
- Kontroll (2003)
- Nincs mese (2004)
- A temetetlen halott (2004)
- Csak szex és más semmi (2005)... Mentőorvos
- Szőke kóla (2005).. Első melák
- Budakeszi srácok (2006)
- Szabadság, szerelem  (2006)
- Ópium: Egy elmebeteg nő naplója (2007)
- Öszödik pecsét (2007)
- Mrs. Ratcliffe forradalma (2007)
- Tűzvonalban (sorozat) Túszhelyzet című rész (2007) ... Tornatanár
- Született lúzer (sorozat) Postai tragikomédia című rész (2008)
- Papírrepülők (2009)... Viktor
- Berend (2009) ... Tanár
- Czukor Show (2010) ... Biztonsági őr
- Pál Adrienn (2010) ... Endre
- A katedrális (sorozat) (2010)
- Asterix és Obelix: Isten óvja Britanniát ... Joueur Durovernum
- Hacktion: Újratöltve (sorozat) A szépség zsoldosai (2012) ... szusis
- Borgiák (sorozat) A halál arca című rész (2013)
- Munkaügyek (sorozat) Fogadj örökbe című rész (2013) ... Újságíró 1
- Fapad (sorozat) A törölt járat című rész (2014) ... Férj
- Robin Hood (2015)
- Georges Feydeau: A hülyéje (színházi előadás tv-felvétele, 2015)
- Lucifer menyasszonya 2: Darlene haragja (2016)
- HHhH – Himmler agyát Heydrichnek hívják (2017)
- Oltári csajok (2018)
- Napszállta (2018)
- A Pásztor (2019)
- Jófiúk (2019)
- Drága örökösök (2019, 2020)
- Pesti balhé (2020)
- Jóban Rosszban (2021)
- Doktor Balaton (2021)
- A mi kis falunk (2021)
- Mintaapák (2021)
- Drága örökösök – A visszatérés (2022)
- Gólkirályság (2023)
- Legyetek szeretettel (2023)
- Marsra magyar! (2023)
- Hunyadi (2025)